# Stethaspis pulchra
Stethaspis pulchra är en skalbaggsart som beskrevs av Thomas Broun 1895. Stethaspis pulchra ingår i släktet Stethaspis och familjen Melolonthidae. Inga underarter finns listade i Catalogue of Life.